# Bedelia Has a Toothache
Bedelia Has a Toothache è un cortometraggio muto del 1912. Il nome del regista non viene riportato nei credit.

## Produzione
Il film venne prodotto dalla Reliance Film Company

## Distribuzione
Distribuito dalla Mutual Film, il film - un cortometraggio di 150 metri - uscì nelle sale cinematografiche USA il 25 dicembre 1912.